# Folkrepublik

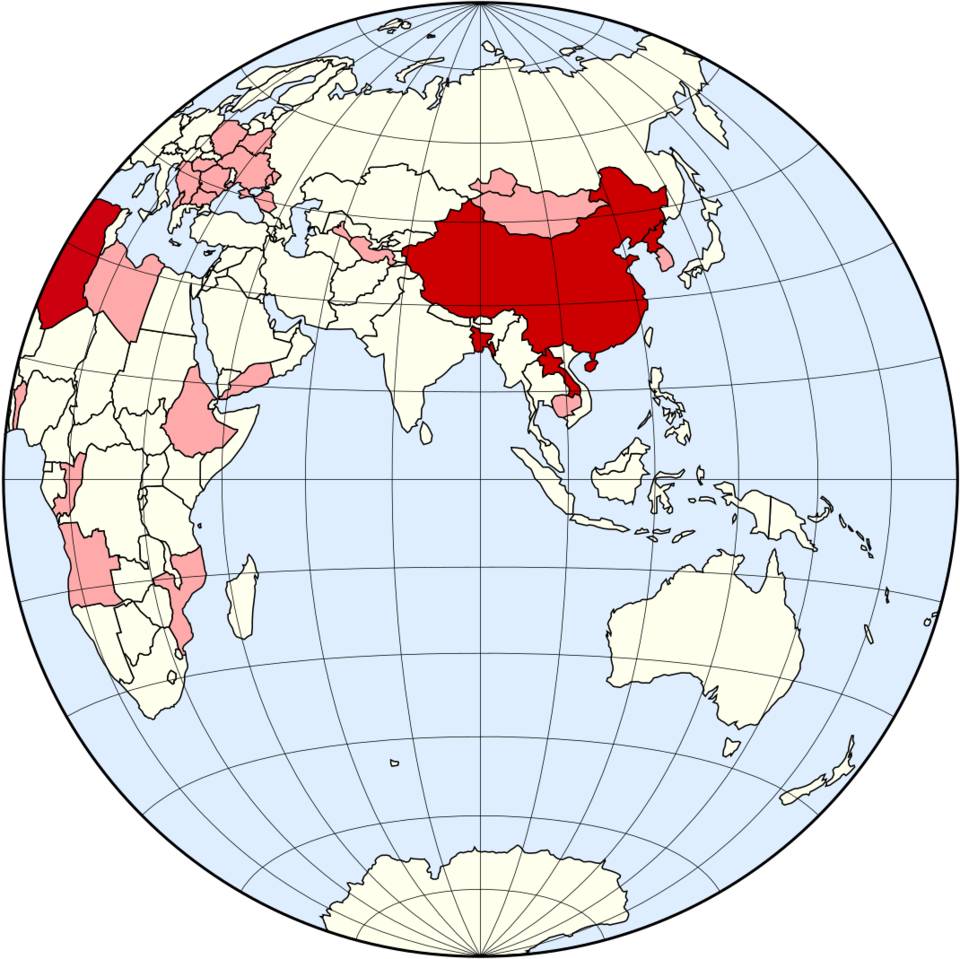
Folkrepubliker:
Aktuellt
Tidigare

Folkrepublik är en benämning på många socialistiska stater under efterkrigstiden.
Sammansättning av folk-, demokratisk eller socialistisk med republik har som avsikt att betona att statsskicket inte är en borgerlig republik. Ordet republik i sig betyder folkets sak/styre. Därmed får folkrepublik en dubbelbetoning på ordet "folk".

## Användning
I formellt hänseende har en folkrepublik många likheter med en republik, med det statsbärande, oftast socialistiskt eller kommunistiskt orienterade, partiet har endera en betydande ledande roll eller också är det det enda tillåtna. Vanliga (och ofta likvärdiga) varianter är 'demokratisk republik', 'demokratisk folkrepublik' och 'socialistisk republik'. Det finns också stater med flerpartisystem som använder socialistiska benämningar, såsom Demokratiska socialistiska republiken Sri Lanka och Folkrepubliken Bangladesh.
I den praktiska tillämpningen har flera av länderna styrts av det enda tillåtna partiet och utan tillåten opposition. Press och massmedia är regeringskontrollerade. Fria val förekommer sällan. Det gemensamma för folkrepublikerna är att det repressiva politiska klimatet inför stora begränsningar i de medborgerliga rättigheterna, framför allt av yttrandefriheten, föreningsfriheten, äganderätten. Ofta övervakas medborgarna av högutvecklad säkerhetspolisapparat med angivarsystem. Under det kalla kriget stöddes regimerna ofta ekonomiskt och militärt av Sovjetunionen, Kina och av de andra folk-/socialist-/kommunistrepublikerna (till exempel med militära rådgivare från Kuba).
I Europa bildades folkrepublikerna som resultat av att kontinentens östra delar kontrollerades av Sovjetunionen till följd av överenskommelsen mellan Sovjetunionen, Storbritannien och USA vid Jaltakonferensen (4—11 februari 1945) och Potsdamkonferensen (17 juli–2 augusti 1945).

## Lista överfolkrepublikerochdemokratiska folkrepubliker

### Europa

#### Icke-sovjetiska folkrepubliker
- Krims folkrepublik (1917-1918)
- Västukrainska folkrepubliken (1918–1919)
- Ukrainska folkrepubliken (1918–1921, ej att förväxla med Ukrainska socialistiska sovjetrepubliken)
- Belarusiska folkrepubliken (1918–1919)

#### Östblocketsfolkrepubliker
- Folkrepubliken Polen (1944–1989)
- Folkrepubliken Albanien (1946–1992)
- Folkrepubliken Bulgarien  (1946–1990)
- Folkrepubliken Rumänien (1947–1965)
- Folkrepubliken Ungern (1949–1989)

#### Postsovjetiska folkrepubliker
- Folkrepubliken Donetsk  (2015–)
- Folkrepubliken Lugansk  (2015–)

#### Socialistiska republiker med likvärdig statsskick vars namn saknar prefix "folk-"
- Socialistiska republiken Rumänien (1965–1989)
- Tjeckoslovakiska socialistiska republiken (1948–1989)
- Tyska demokratiska republiken (1949–1990)
- Socialistiska federativa republiken Jugoslavien (1943–1991)

### Afrika
- Demokratiska folkrepubliken Algeriet (1962–)
- Folkrepubliken Zanzibar och Pemba (1964)
- Den stora socialistiska arabiska folkrepubliken Libyen (1969–2011)
- Folkrepubliken Kongo (1970–1992)
- Folkrepubliken Angola (1975–1992)
- Folkrepubliken Moçambique (1975–1990)
- Demokratiska Folkrepubliken Etiopien (1987–1991)

### Asien
Folkrepubliker:
- Folkrepubliken Tannu-Tuva (1921-1944)
- Mongoliska folkrepubliken (1924–1992)
- Folkrepubliken Korea (1945-1946)
- Demokratiska folkrepubliken Korea (1948–)
- Folkrepubliken Kina (1949–)
- Demokratiska folkrepubliken Laos (1953–)
- Demokratiska folkrepubliken Jemen (1967–1990)
- Folkrepubliken Bangladesh (1971–)
- Folkrepubliken Kampuchea (1979–1989)

Socialistiska republiker med likvärdig statsskick med namn utan "folk-" prefix:
- Socialistiska Republiken Vietnam (1954–)
- Demokratiska Kampuchea (1975–1979)
- Demokratiska republiken Afghanistan (1978-1987)